# الغالية الغافرية
الغالية بنت ناصر بن حميد بن راشد بن حميد  العطابية الغافرية عاشت (القرن 14ه/19م) سياسية عمانية. ولدت في محافظة الداخلية وبالتحديد في ولاية بهلاء.
تنقلت الغالية للعيش ما بين حصن جبرين وقلعة بهلا، ثم استقرت في ولاية عبري بمحافظة الظاهرة، ويذكر الشيخ المؤرخ النسابة سالم بن حمود السيابي في كتابه«إسعاف الأعيان في أنساب أهل عمان» مرحلة تملك عائلتها لحصن جبرين«وقد ملك أولاد راشد بن حميد حصون الظاهرة زمانا طويلا، وآخر ملكهم لبهلا وجبرين، وفيهما ناصر بن حميد (والد الشيخة الغالية) الذي أخرجه منها الإمام سالم بن راشد الخروصي -رحمه الله تعالى» حيث حكم والدها ولاية بهلا فترة من الزمن، اما والدتها فهي الشيخة زوينة بنت علي لن جبر بن محمد بن ناصر بن محمد الجبرية.

## أدوارها

### ●     دورها السياسي
كان للغالية حضور بارز سياسيا إلى جانب السيدة جوخة بنت محمد بن أحمد بن سعيد البوسعيدي والسيدة شريفة بنت سعيد بن سلطان البوسعيدي وغيرها، ويتجلى هذا الدور في رفضها لتوسع النفوذ السعودي السياسي والديني في عمان (الظاهرة وفي المنطقة بشكل عام، حيث تبنت وجهة نظر مضادة لزوجها وأبيها واستطاعت أن تقنعهما بعد أن اتخذت مواقف صارمة، واستطاعت أن تبعد الأطماع السعودية وأن تحافظ على استقلال عمان، كما تجلى دورها السياسي عندما احتدم الخصام والخلاف على المشيخة بين أخويها (حميد ومحمد)، وقام الإمام محمد بن عبد الله الخليلي بسجن أخويها لدرء الفتنة، عقدت الشيخة الغالية صلح بينها وبين الإمام حيث تم الاتفاق على إطلاق سراحهما على أن يسلموا حصن جبرين ويبنى لهم بيوت خارج الحصن.

### ●     دورها في نشر التعليم
أسست الشيخة الغالية مدرسة خاصة بتعليم القرآن الكريم في مسجد شجاع بحارة البستان بولاية عبري قريبا من قعلتها المشهورة، وكانت تجلب المعلمين وتنفق عليهم.

## مكانتها الاجتماعية
تذكر الموسوعة السياسية أن الشيخة الغالية من أبرز السيدات العمانيات اللواتي اعتلت سدة الحكم، حيث تولت بعد وفاة زوجها وكانت لها أداور مهمة في الحروب، وتحرص دائما على فك الخصومات المحلية.

## وفاتها
توفيت الغالية عن عمر يناهز المئة عام في (1شوال 1388ه/1968م)، وقد وجد تدوين لهذا التاريخ على جدار مسجد الشجاع.